# Douglas Tanque
Douglas Tanque (sinh ngày 27 tháng 10 năm 1993) là một cầu thủ bóng đá người Brasil.

## Sự nghiệp câu lạc bộ
Douglas Tanque đã từng chơi cho Thespakusatsu Gunma.